# Geobios
Geobios (от англ. Geology и Biology) — англоязычный рецензируемый научный журнал в области палеонтологии, стратиграфии и геобиологии. Издаётся с 1968 года в Лионе. Журнал аффилирован с Французской палеонтологической ассоциацией.

## О журнале
Журнал издаётся раз в два месяца на английском языке, некоторые выпуски тематические. Статьи проходят обычный процесс рецензирования с тремя рецензентами. Подготовку статьи модерирует один из младших редакторов.
В журнал принимают статьи по разнообразным темам, касающихся палеонтологии, палеоэкологии, палеобиологии, палеогеографии, биохимии, биостратиграфии. Ограничений по группам ископаемых организмов нет. В журнале публикуются статьи, посвящённые описанию ископаемого материала и его систематике, аналитические и методологические работы. Редакция отдаёт приоритет статьям, посвящённым междисциплинарным исследованиям в области наук о Земле.
С 2020 года журнал добавил возможность авторам публиковать статью в свободном доступе «Open Access».

## История журнала
Первый номер Geobios был опубликован в 1968 году под инициативой Луи Давида. Первые два тома в 1968-69 годах были опубликованы без номеров выходили раз в год. С 1970 по 1974 в томе было по четыре номера, выходивших раз в три месяца. И с 1975 года по 2018 год в одном томе было шесть номеров, выходящих раз в два месяца. Однако с 2019 года традиция была нарушена и раз два месяца издаётся отдельный том.
Первые статьи журнала были опубликованы на французском языке. Позднее стали появляться статьи на английском, испанском и немецком языках. Английский язык постепенно вытеснил все остальные с ростом числа автором не из Франции и Европы.
С 2001 по 2013 год издавался компанией Elsevier (E.-Paris). В 2014 году журнал перешёл подразделению Elsevier в Оксфорде (Elsevier-Masson) и окончательно отказался от других языков, кроме английского. В этом же году редакционная коллегия перестала состоять только из представителей Лионского университета.